# Mittéï
Mittéï (francès: Jean Mariette)  (Cheratte, 5 de juny de 1932 - Cheratte, 16 d'abril de 2001) o Hao, noms d'artista de Jean Mariette és un dibuixant belga de còmics.
Va estudiar a l'escola superior de les Arts Saint-Luc i l'Acadèmia de Belles Arts, ambdues a Lieja Primer va treballar per a una agència de publicitat. Va començar dibuixant còmics al despatx de Michel Greg, on va dibuixar cartoons pels diaris De Standaard, Le Soir i la secció jove del diari La Libre Belgique. Va treballar amb Dino Attanasio en la sèrie Bob Morane i Tibet en la sèrie Ric Hochet. Des del 1959 va dibuixar per a la revista Tintin amb el personatge Rouly-la-brise. Des del 1963 va reprendre els personatges d'André Franquin Modeste et Pompon que va continuar fins al 1975. El 1976 passà a la revista Spirou. Com a guionista, utilitza el pseudònim Hao. El 1994 va reprendre com dibuixant la sèrie P'tit Bout de Chique de François Walthéry. Va col·laborar amb la revista Cavall Fort.
A més era pianista de jazz i aquarel·lista. Va deixar més de mil paisatges de la vall del Mosa i del Julienne, de Cheratte o del País de Herve.
Jean Mariette va morir el 16 d'abril del 2001.